# 왕연균
민 혜종 왕린(閩 惠宗 王鏻 또는 王璘), 본명 왕연균(王延鈞, ? ~ 935년 11월 17일(음력 10월 19일))은 오대 십국 시대 민나라의 제3대 군주로, 민나라에서 황제를 칭한 최초의 군주이기도 하였다. 933년 황제를 자칭한 이후에는 본명인 왕연균에서 왕린으로 개명하였다.

## 생애
925년 왕심지가 죽은 후 내분이 계속되었다. 926년(천성 원년) 12월 8일 왕심지의 장남 왕연한(王延翰)이 제위에 올랐으나, 왕심지의 양자 왕연품(王延稟)이 동생 왕연균과 함께 왕연한을 살해하고, 곧이어 왕연균이 제위에 올랐다. 즉위 후 곧 후당에게 절도사와 낭야왕(琅邪王), 민왕(閩王)으로 책봉되었다.
왕연균은 선술에 심취하여, 황궁을 건축하여 도사 진수원(陳守元)을 초빙하였다.또 진수원의 말에 황제는 그의 말을 들어주었고, 932년(장흥 8년)에 후당 조정에게 오월왕(吳越王)과 상서령으로 봉해 줄 것을 요구하지만, 후당이 그의 요청을 거부했기 때문에 양국의 관계는 단절되었다.
933년(장흥 4년) 왕연균은 황제를 자칭하였고, 국호를 대민(大閩)으로 하였다. 연호를 용계(龍啓)로 칭하였고, 이름을 왕린으로 개명했다. 그러나 왕연균은 자국의 국력을 객관적으로 이해하여, 무모한 국정 운영을 실시하지 않았기 때문에, 국내는 비교적 안정되어 있었다. 하지만 935년 장남인 왕계붕(王繼鵬)에게 살해당하고, 왕계붕이 제위에 올랐다.

### 출신 배경
왕연균이 언제 태어났는지는 알려진 바 없다. 그는 민왕을 칭했던 낭야 왕씨 가문의 초대 지배자 왕심지의 둘째 아들이었다. 그의 어머니는 왕심지의 측실 황씨였다.

### 왕심지연간
왕연균에 관한 사료 최초의 기록은 917년에 있었다. 당시 후량 조정에서 민왕의 작위를 받은 그의 아버지 왕심지는 그를 남한 청원공주(淸遠公主) 유화와 결혼시켰다. (《자치통감》에 나오는 전통 서술에는 유화가 남한의 초대 황제 유엄의 딸로 기술되어 있으나, 그녀의 묘비가 발견된 이후 그 묘지에는 그녀가 유엄의 형 유은의 딸이었다고 명시되어 있다.) 그때 왕연균은 아내도지휘사(牙內都指揮使)로 있었다.

### 왕연한연간
왕연균에 대한 사료의 기록은 그의 아버지 왕심지가 925년에 사망한 이후까지는 더 이상 없다. 그 무렵, 그의 형 왕연한이 민나라의 실권을 장악하고, 처음에는 후량의 계승국인 후당의 신하로써 위무군(威武軍, 민나라의 영토를 이루었던 당나라의 번진(藩鎭)) 유후(留後)만을 자칭하고 있었다. (왕연한은 후당 조정의 재가도 없이 926년 민왕을 자칭하였고, 사실상 후당에게서 독립했음을 스스로 선언하였다.) 왕연한은 그의 형제들을 잘 대우하지 않았다고 전해진다. 그는 아버지의 지위를 상속한 지 몇 달 후에 왕연균을 수도 장락(長樂, 지금의 푸젠성 푸저우시의 현급시 창러 시)에서 내보내 천주자사(泉州刺史, 지금의 푸젠성 취안저우 시)로 발령해 버렸다. 나아가, 왕연한은 민간의 여자들을 끊임없이 징발하여 자신의 첩들과 궁녀들로 삼았다. 왕연균 및 왕연한의 의형제인 건주자사(建州刺史, 지금의 푸젠성 난핑 시) 왕연품(王延稟, 그는 왕연균보다 나이가 많았다)이 그에게 그의 행동을 고칠 것을 탄원하는 글을 올리자, 그는 더욱 분노하였다. 그 결과, 그와 이들 두 형제의 사이가 악화되었다.
927년 새해 무렵, 왕연품과 왕연균은 복주(福州, 지금의 푸젠성 푸저우시)를 향해 함께 공격을 개시하였다. 왕연품이 먼저 도착하여 복주지휘사(福州指揮使) 진도(陳陶)를 격파하였고, 진도는 자살하였다. 이어 왕연품은 자신의 군대를 이끌고 성벽을 넘어 성안으로 들어가 왕연한을 그의 아내 최씨와 함께 선왕 왕심지를 독살한 죄로 죽였다. 이윽고 왕연균이 도착하자, 왕연품은 성문을 열어 그를 맞아들이고 그를 위무군 유후로 추대하였다.

### 위무군 절도사로서
왕연균이 정권을 장악한 직후, 왕연품은 건주로 돌아갔다. 그는 복주를 떠나면서, 왕연균에게 말했다. “조상의 기업을 잘 지켜라. 이 형이 다시 내려오도록 번거롭게 하지 마라!” 왕연균은 겉으로는 이 말을 공손히 받아들였지만, 이내 표정을 바꾸고는 불쾌함을 드러냈다.
왕연균은 위무군 유후를 자칭하면서 후당 정권에 복종을 계속하고 있음을 드러냈고, 이에 따라 그 해 5월에 후당 명종은 그를 정식으로 절도사(節度使)에 임명하였다. 명종은 또한 그에게 수중서령(守中書令)의 명예 재상 직함을 내리고 낭야왕(琅邪王)에 책봉하였다. 나아가, 928년에는 그를 민왕에 책봉하였다.

### 민왕으로서
928년, 왕연균은 2만 명의 백성들을 승려가 되게 하였고, 이때부터 민 지방에는 승려들로 가득하였다고 전해진다.
930년, 왕연균의 처 유화가 사망하였다. 유화의 사후, 그는 김씨를 자신의 아내로 맞아들였다. (그러나 그의 두 번째 아내 또한 이름이 유씨였다고 기술된 모순된 기록이 존재한다.)
931년, 왕연균은 병이 들어 보였고, 이는 왕연품에게 알려졌다. 그는 이때가 민나라를 차지할 때일 것이라고 결심했다. 왕연품은 그의 차남 왕계승(王繼升)에게 건주를 맡기고, 그 사이에 자신은 장남 건주자사 왕계웅(王繼雄)과 함께 복주를 향해 습격해 왔다. 포위된 와중에 왕연균의 장군인 누선지휘사(樓船指揮使) 왕인달(王仁達, 아마도 왕연균과 왕연품 두 사람에게는 조카였을 것이다)은 왕계웅에게 투항하는 척하였다가, 그 다음에 매복 공격을 가하여 그를 살해하였다. 왕계웅의 죽음은 왕연품과 그 군대의 사기를 떨어뜨렸고, 왕인달은 그의 군대를 괴멸시키고 그를 사로잡았다. 왕연균은 당초 건주로 사자를 보내 그곳 수비대를 위로하려 했으나, 왕연품의 추종자들은 사자를 죽인 다음, 왕계승과 그의 동생 왕계륜(王繼倫)을 데리고 오월로 달아났다. 그 해 5월에 왕연균은 왕연품을 처형하고, 그의 또다른 형제인 도교련사(都敎練使) 왕연정을 건주로 파견하여 그곳 사람들을 위로하게 하였다.
앞서 설명한 왕연균의 불교 경향에도 불구하고, 그는 불로장생에 대한 가르침과 이를 이용하는 도교에 매우 관심을 가졌다. 그 해 (931년) 6월에 도사 진수원(陳守元)과 술사 서언림(徐彦林), 성도(盛韜)가 그에게 보황궁(寶皇宮, 보황이라는 도교의 신에게 바치려던 것으로 보인다)이라는 호화로운 도교 사원을 지을 것을 권유하였고, 진수원은 보황궁의 궁주(宮主)로써 일하기 시작하였다. 나아가, 진수원은 그 해 12월에 그에게 보황의 계시에 따라, 왕위를 떠나 한동안 도교에 전념하면, 60년간 천자가 될 수 있다고 권하였다. 이를 믿은 그는 그의 아들인 절도부사(節度副使) 왕계붕에게 임시로 국사(國事)를 맡기고, 그동안 자신은 현석(玄錫)이라는 도명(道名, 도교식 이름)으로 도사가 되어 도록(圖籙, 앞날의 길흉을 예언하는 내용을 적은 책)을 받았다. 그는 이듬해인 932년 3월에 복위하였다. 이어, 진수원과 서언림 두 사람은 왕연균에게 보황이 더 나아가서 60년간 황제가 된 후에는 그가 신이 되어 있을 것이라는 계시를 내렸다고 말하였다. 이는 왕연균을 더욱 거만하게 만들었다. 그는 오월왕 전류와 초왕 마은의 최근 사망으로 미루어 볼 때, 오월왕과 상서령(尙書令, 마은이 가지고 있던 직함)의 지위를 달라고 요구하는 표문을 명종에게 보냈다. 후당 조정에서 아무런 회답이 없자, 왕연균은 자신이 후당에 바치던 공물을 끊어버렸다.

## 가족 관계
- 아버지：민 충의왕(閩忠懿王) 왕심지(王審知, 862년 ~ 925년) - 후에 태조(太祖)로 추존
- 어머니：용계태후 황씨(龍啓太后黃氏, 생몰년 미상) - 후에 황태후, 태황태후의 존호를 받았다.
- 부인
  - 연국명혜부인(燕國明惠夫人) 유화(劉華, 896년 ~ 930년)[10] - 유은의 딸, 남한의 청원공주(淸遠公主). 자인 덕수(德秀)로 표기하는 경우도 많다.
  - 김씨(金氏, 생몰년 미상)
  - 진금봉(陳金鳳, ? ~ 935년)

원래는 왕심지의 측실로, 935년 황후에 책립되었으나, 반란으로 남편의 시해 시에 함께 살해당했다.
- 첩
  - 이춘연(李春延, ? ~ ?)
- 남첩
  - 귀수명

### 자녀

#### 친아들
- 왕계엄(王繼嚴)

유화 소생. 아버지의 황제를 자칭한 이후 건왕(建王)으로 책봉되었다. 935년 왕계붕이 강종으로 등극한 직후 무소불위의 권력을 휘두르던 황성사(皇城使) 겸 판육군제위사(判六軍諸衛事) 이방이 강종에게 모살당하자, 그 후임으로 판육군제위사에 임명되었다. 하지만 그가 부하 장병들의 인기를 얻자, 이를 시기한 강종에 의해 939년 6월에 병권을 박탈당하고 왕계유(王繼裕)로 개명을 강요당하였다. 그 후, 강종이 시해되고 숙부 왕연희가 경종으로 등극한 후에는 다시 본명이었던 왕계엄으로 개명하였다. 천주자사(泉州刺史)를 역임하였으나, 임지에서도 군중들의 인기를 얻자, 941년 이를 싫어한 왕연희에 의해 파면, 독살을 당하였다.
- 왕계붕(王繼鵬)

유화 소생. 933년 아버지가 황제를 자칭하면서 복왕(福王)에 책봉되었다. 939년 부황을 시해하고 제위에 등극하여 왕창(王昶)으로 개명하였다. 이가 민 강종이다. 자세한 것은 해당 항목 참조.
- 왕계공(王繼恭)

유화 소생. 936년 임해왕(臨海王)에 책봉되었다. 939년 주문진과 연중우의 정변으로 강종이 시해되자, 이에 말려들어 죽임을 당했다. 자세한 것은 해당 항목 참조.
- 왕계도(王繼韜)

유화 소생. 형 왕계붕과 사이가 나빠서 왕계붕이 그를 싫어하였기 때문에, 935년 부황의 시해 시에 정변을 주도한 황성사 이방에 의해 계모 진금봉 등과 함께 살해당하였다.
- 왕계용(王繼鎔)

진금봉 소생. 939년 강종의 연간에 판육군제위사로 재직중 파면당한 이복형 왕계엄의 후임으로, 판육군사(判六軍事)로 임명되었다. (이때 판육군제위사의 "제위(諸衛)" 자가 삭제되어 판육군사로 직함이 바뀌었다.) 《자치통감》에는 그의 이름이 왕계용(王繼鏞)으로 표기되어 있다.

#### 종자(從子)
- 왕인달(王仁達)

자세한 것은 해당 항목 참조.
- 왕계도(王繼圖)

932년 추밀사 설문걸이 왕연균에게 왕씨 일족들의 권력을 제한할 것을 건의하자, 이에 분노를 이기지 못하고 쿠데타를 감행하려 하였으나, 사전에 누설되어 사형당하였다. 이 사건에 연좌되어 사형당한 자들은 1천여 명에 달하였다.

## 출전, 주해 및 참고 자료
1. 1 2 3 4 5  《자치통감》, 권275.
2. 1 2 3 4 5  대만 중앙연구원 중국력(中國曆) ↔ 서력(西曆) 변환기
3. 1 2 3  《자치통감》, 권276.
4. 1 2  《자치통감》, 권278.
5. 1 2 3  《자치통감》, 권279.
6. ↑  《신오대사》, 권68.
7. 1 2  《십국춘추》, 권91.
8. 1 2 3  《십국춘추》, 권94.
9. 1 2  《자치통감》, 권270.
10. 1 2 3  유화와 왕연균의 아들들(그녀의 소생인지 아닌지 간에)에 대한 가세(家世)의 정보 일부에 관해서는 진홍균(陳鴻鈞), “복건에서 출토된《당 고 연국명혜부인 팽성 유씨 묘지(唐故燕國明惠夫人彭城劉氏墓誌)》에 대한 고찰과 분석”, 닝보 대학 학보 (인문과학판), 제23권 제5기를 참조.
11. ↑  《자치통감》, 권274.
12. 1 2  《자치통감》, 권277.

| 전임 왕연한 | 위무군절도사 927년 ~ 933년 | 후임 (황제 자칭으로 번진 해체) |

| 전임 형 민 사왕 왕연한 | 제3대 민나라의 군주 927년 ~ 935년 | 후임 차남 민 강종 왕창(왕계붕) |

| 전임 (국왕) 형 민 사왕 왕연한 | 민나라의 왕 928년 ~ 933년 | 후임 (황제를 자칭) |

| 전임 (황제를 자칭) | 제1대 민나라의 황제 933년 ~ 935년 | 후임 차남 민 강종 왕창(왕계붕) |